# Nadine Fähndrich
Nadine Fähndrich (Schwarzenberg, 16 ottobre 1995) è una fondista svizzera.

## Biografia
Nadine Fähndrich, sorella di Cyril, a sua volta fondista, e attiva dal marzo del 2010, ha esordito in Coppa del Mondo il 13 dicembre 2015 a Davos (22ª), ai Campionati mondiali a Lahti 2017, dove si è classificata 25ª nella 10 km, 24ª nella sprint, 7ª nella staffetta e 7ª nella sprint a squadre, e ai Giochi olimpici invernali a Pyeongchang 2018, dove è stata 20ª nella sprint, 27ª nello skiathlon, 7ª nella staffetta e 4ª nella sprint a squadre. Il 17 febbraio 2019 ha ottenuto a Cogne il suo primo podio in Coppa del Mondo (2ª in una 10 km tecnica classica); ai successivi Mondiali di Seefeld in Tirol 2019 è stata 5ª nella 10 km, 7ª nella sprint, 8ª nella sprint a squadre e 10ª nella staffetta. Il 19 dicembre 2020 ha conquistato a Dresda in sprint la prima vittoria in Coppa del Mondo e ai successivi Mondiali di Oberstdorf 2021 ha vinto la medaglia d'argento nella sprint a squadre e si è classificata 38ª nella 30 km, 33ª nella sprint e 7ª nella staffetta. L'anno dopo ai XXIV Giochi olimpici invernali di Pechino 2022 si è piazzata 22ª nella 10 km, 5ª nella sprint, 7ª nella sprint a squadre e 7ª nella staffetta; ai Mondiali di Planica 2023 è stata 8ª nella 10 km, 14ª nella 30 km, 9ª nella sprint, 5ª nella sprint a squadre e 10ª nella staffetta. Ai successivi Mondiali di Trondheim 2025 ha vinto la medaglia di bronzo nella sprint e nella sprint a squadre e si è classificata 14ª nello skiathlon e 5ª nella staffetta.

## Palmarès

### Mondiali
- 3 medaglie:
  - 1 argento (sprint a squadre a Oberstdorf 2021)
  - 2 bronzi (sprint, sprint a squadre a Trondheim 2025)

### Coppa del Mondo
- Miglior piazzamento in classifica generale: 5ª nel 2023
- 19 podi (12 individuali, 7 a squadre):
  - 5 vittorie (4 individuali, 1 a squadre)
  - 6 secondi posti (5 individuali, 1 a squadre)
  - 8 terzi posti (3 individuali, 5 a squadre)

#### Coppa del Mondo - vittorie
| Data             | Località    | Nazione  | Disciplina                         |
| ---------------- | ----------- | -------- | ---------------------------------- |
| 19 dicembre 2020 | Dresda      | Germania | SP TL                              |
| 20 dicembre 2020 | Dresda      | Germania | TS TL (con Laurien van der Graaff) |
| 9 dicembre 2022  | Beitostølen | Norvegia | SP TC                              |
| 17 dicembre 2022 | Davos       | Svizzera | SP TL                              |
| 19 marzo 2025    | Tallinn     | Estonia  | SP TL                              |

Legenda:

TL = tecnica libera

TC = tecnica classica

SP = sprint

TS = sprint a squadre

#### Coppa del Mondo - competizioni intermedie
- 4 podi di tappa:
  - 2 vittorie
  - 2 terzi posti

##### Coppa del Mondo - vittorie di tappa
| Data             | Località      | Nazione  | Competizione | Disciplina |
| ---------------- | ------------- | -------- | ------------ | ---------- |
| 31 dicembre 2022 | Val Müstair   | Svizzera | Tour de Ski  | SP TL      |
| 3 gennaio 2025   | Val di Fiemme | Italia   | Tour de Ski  | SP TC      |

Legenda:

TC = tecnica classica

TL = tecnica libera

SP = sprint